# Championnat de Saint-Christophe-et-Niévès de football 2003-2004
Navigation
Saison précédente Saison suivante
La saison 2003-2004 du Championnat de Saint-Christophe-et-Niévès de football est la quarante-et-unième édition de la Premier League, le championnat de première division à Saint-Christophe-et-Niévès. Les sept formations de l'élite sont réunies au sein d'une poule unique où elles s'affrontent trois fois au cours de la saison. À l'issue du championnat, les quatre premiers se qualifient pour la phase finale tandis que le dernier du classement est relégué en Second Division. Lors de la phase finale, les quatre clubs qualifiés s'affrontent une fois puis les deux premiers jouent la finale pour le titre, en deux matchs gagnants.
C'est le club de Newtown United qui remporte la compétition cette saison après avoir battu le tenant du titre, Village Superstars lors de la finale nationale. Il s’agit du douzième titre de champion de Saint-Christophe-et-Niévès de l'histoire du club. La surprise vient du bas du classement avec la dernière place du Cayon Rockets, synonyme de relégation en deuxième division, seulement deux saisons après son titre de champion.

## Les clubs participants
- Village Superstars
- Garden Hotspurs
- Cayon Rockets
- Strikers FC
- St Peter's FC - Promu de Second Division
- Newtown United
- St. Paul's United FC

## Compétition
Le barème de points servant à établir le classement se décompose ainsi :
- Victoire : 3 points
- Match nul : 1 point
- Défaite : 0 point

### Phase régulière
| Rang | Équipe                | Pts | J  | G  | N | P  | Bp | Bc | Diff |
| ---- | --------------------- | --- | -- | -- | - | -- | -- | -- | ---- |
| 1    | Newtown United        | 44  | 18 | 14 | 2 | 2  | 37 | 10 | +27  |
| 2    | Village SuperstarsT C | 34  | 18 | 10 | 4 | 4  | 48 | 27 | +21  |
| 3    | Strikers FC           | 23  | 18 | 7  | 2 | 9  | 21 | 29 | -8   |
| 4    | St. Paul's United FC  | 22  | 18 | 5  | 7 | 6  | 24 | 25 | -1   |
| 5    | Garden Hotspurs FC    | 22  | 18 | 6  | 4 | 8  | 21 | 30 | -9   |
| 6    | St Peter's FCP        | 16  | 18 | 4  | 4 | 10 | 18 | 35 | -17  |
| 7    | Cayon Rockets         | 15  | 18 | 4  | 3 | 11 | 18 | 31 | -13  |

|  | Qualification pour la phase finale                                                   |
|  | Relégation en Second Division                                                        |
|  | T : Tenant du titre C : Vainqueur de la Coupe nationale P : Promu de Second Division |

### Phase finale
| Rang | Équipe                | Pts | J | G | N | P | Bp | Bc | Diff |
| ---- | --------------------- | --- | - | - | - | - | -- | -- | ---- |
| 1    | Newtown United        | 9   | 3 | 3 | 0 | 0 | 8  | 1  | +7   |
| 2    | Village SuperstarsT C | 4   | 3 | 1 | 1 | 1 | 2  | 2  | 0    |
| 3    | Strikers FC           | 3   | 3 | 1 | 0 | 2 | 2  | 6  | -4   |
| 4    | St. Paul's United FC  | 1   | 3 | 0 | 1 | 2 | 1  | 4  | -3   |

|  | Qualification pour la finale                            |
|  | T : Tenant du titre C : Vainqueur de la Coupe nationale |

### Finale nationale
La finale se joue en deux rencontres gagnantes.
| Équipe 1           | Résultat | Équipe 2           |
| ------------------ | -------- | ------------------ |
| Village Superstars | 1 - 0    | Newtown United     |
| Newtown United     | 1 - 0    | Village Superstars |
| Newtown United     | 2 - 0    | Village Superstars |

- Newtown United remporte la série deux victoires à une et est sacré champion.

## Bilan de la saison
| Championnat de Saint-Christophe-et-Niévès de football 2003-2004 |                            |
| Champion                                                        | Newtown United (12e titre) |
| Coupes et trophées                                              |                            |
| Vainqueur de la Coupe de Saint-Christophe-et-Niévès 2003-2004   | Village Superstars         |
| Qualifications continentales                                    |                            |
| CFU Club Championship 2004                                      | Aucun                      |
| Promotions et relégations                                       |                            |
| Promus en Premier League                                        | Old Road FC                |
| Relégués en Second Division                                     | Cayon Rockets              |